# Аркесилай (консул)
Аркесилай (лат. Arcesilaus) — римский политический деятель и сенатор середины III века.

## Биография
Предположительно греческого происхождения, Аркесилай скорее всего был сыном или внуком магистра жреческой коллегии арвальских братьев Тита Флавия Аркесилая. В 267 году Аркесилай занимал должность ординарного консула вместе с Патерном. Он может идентифицироваться с Аркесилаем — комитом Рима и Италии. В таком случае, он играл центральную роль во время преследования христиан в правление Валериана I. Больше о нём ничего неизвестно.